# Attheyella crassa
Attheyella crassa är en kräftdjursart som först beskrevs av Georg Ossian Sars 1863.  Attheyella crassa ingår i släktet Attheyella och familjen Canthocamptidae. Inga underarter finns listade i Catalogue of Life.